# Ceratina guarnacciana
Ceratina guarnacciana là một loài Hymenoptera trong họ Apidae. Loài này được Genaro mô tả khoa học năm 1998.